# Gesine Schwan

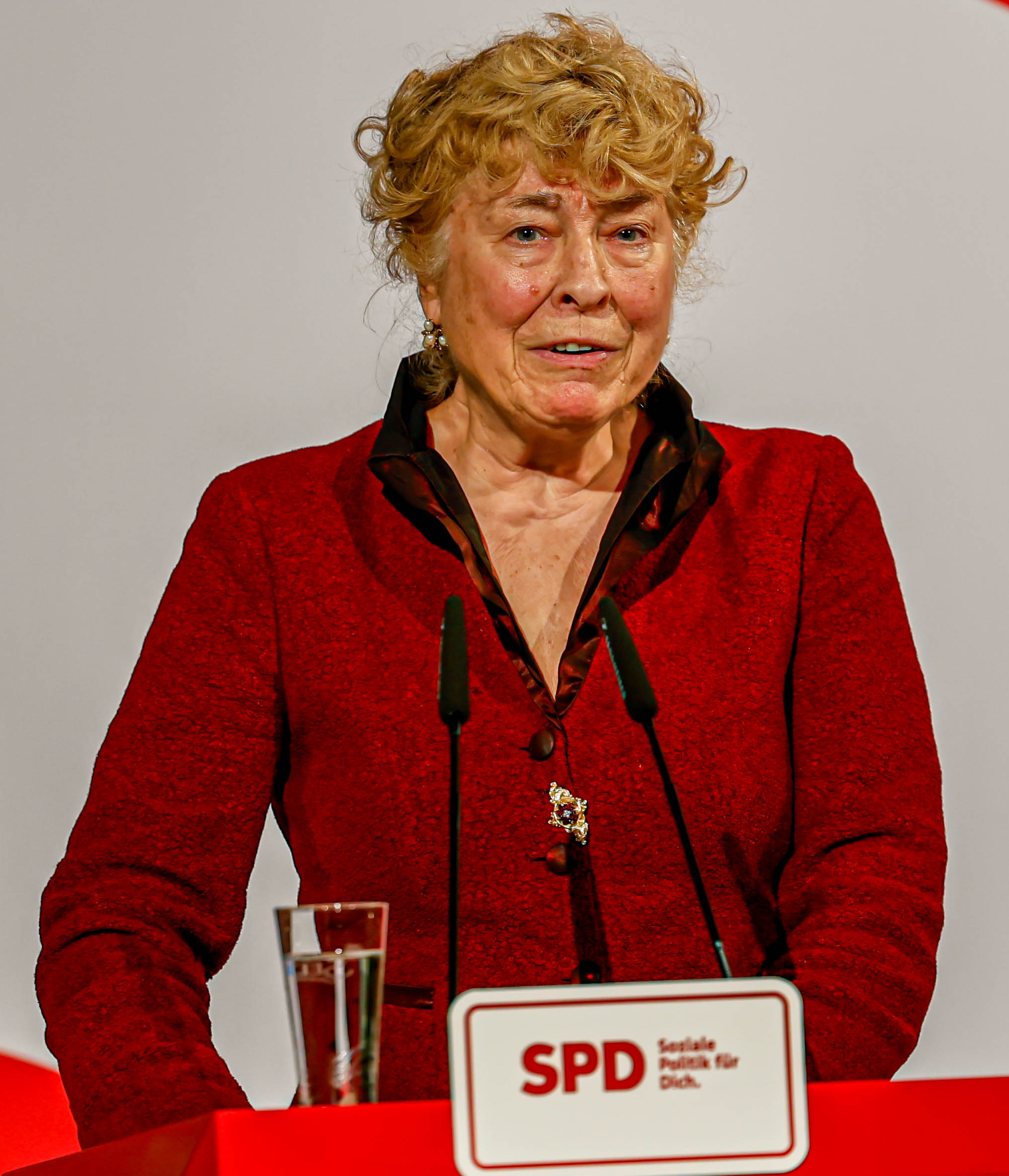
Gesine Schwan (2023), 50 Jahre Grundwertekommission der SPD, Willy-Brandt-Haus Berlin

Gesine Marianne Schwan (geborene Schneider; * 22. Mai 1943 in Berlin) ist eine deutsche Politikwissenschaftlerin, frühere Kandidatin für das Amt der Bundespräsidentin, und Vorsitzende der Grundwertekommission der SPD. Von Oktober 1999 bis September 2008 war sie Präsidentin der 1991 gegründeten Europa-Universität Viadrina in Frankfurt (Oder). Von Juni 2010 bis Juni 2014 war sie Präsidentin der Humboldt-Viadrina School of Governance. Heute ist sie Präsidentin des Nachfolgeprojekts Berlin Governance Platform.

## Leben

### Herkunft
Die Tochter des Volksschullehrers und späteren Oberschulrats Hans R. Schneider und seiner aus Schlesien stammenden Frau Hildegard Anna, geb. Olejak, einer politisch aktiven Katholikin, wuchs mit ihren Eltern und ihrem Bruder in Berlin-Heiligensee auf. Ihre Mutter stammte aus Lublinitz in Oberschlesien, das im Jahr 1922 polnisch wurde, und schilderte das Zusammenleben von Deutschen und Polen in dem vormals preußischen Städtchen positiv. Ihr sozial engagiertes Elternhaus gehörte im Nationalsozialismus zu protestantischen und sozialistischen Widerstandskreisen und versteckte im letzten Kriegsjahr ein jüdisches Mädchen unter Mithilfe des Gefängnispfarrers Harald Poelchau. Die Familie setzte sich nach dem Krieg für die Freundschaft mit Polen ein. Am Französischen Gymnasium Berlin legte Gesine Schneider das Abitur ab. Dort war sie Klassenkameradin von Reinhard Mey.

### Studium
Ab dem Jahr 1962 studierte sie Romanistik, Geschichte, Philosophie und Politikwissenschaft an den Universitäten FU Berlin und Freiburg im Breisgau. Als Studentin begann sie, Polnisch zu lernen. Studienaufenthalte führten sie nach Warschau und Kraków. Dort bereitete sie ihre Promotion über den polnischen Philosophen Leszek Kołakowski vor, die sie im Jahr 1970 abschloss. Ihr Doktorvater war Wilhelm Weischedel. Als Kołakowski im Jahr 1977 den Friedenspreis des Deutschen Buchhandels erhielt, hielt die damals 34-jährige Schwan die Laudatio bei der Preisverleihung in der Frankfurter Paulskirche. Sie war Stipendiatin der Studienstiftung des deutschen Volkes.

### Akademische Karriere
Im Jahr 1971 wurde Gesine Schwan zunächst wissenschaftliche Mitarbeiterin am Fachbereich Politische Wissenschaft der Freien Universität Berlin. 1975 wurde sie dort habilitiert. Ab 1977 lehrte sie als Professorin für Politikwissenschaft am Otto-Suhr-Institut der Freien Universität Berlin, von 1992 bis 1995 war sie Dekanin am Otto-Suhr-Institut. Ihre wissenschaftlichen Schwerpunkte sind politische Theorie und Philosophie, Demokratietheorie und Politische Kultur.
Im Verlauf ihrer Professorentätigkeit forschte sie von 1980 bis 1981 als Fellow am Woodrow Wilson Center for Scholars in Washington, D.C., USA. Weitere Forschungsaufenthalte folgten 1984 als Visiting Fellow am Robinson College der University of Cambridge und 1998 als Visiting Professor an der New School for Social Research in New York. Von 1985 bis 1987 war sie Vorsitzende der Deutschen Gesellschaft für Politikwissenschaft.
Vom 1. Oktober 1999 bis zum 1. Oktober 2008 war sie Präsidentin der Europa-Universität Viadrina in Frankfurt (Oder). Ihre Wahl fand gut zwei Monate vor Amtsantritt am 22. Juli 1999 durch den Akademischen Senat des Hochschulrats Brandenburg statt, nachdem sie einige Monate zuvor bei den Präsidentschaftswahlen der Freien Universität Berlin ihrem Gegenkandidaten Peter Gaehtgens unterlegen war.
Am 16. Januar 2004 bezeichnete sie die aktuelle Diskussion zum Thema „Elite-Universitäten in Deutschland“ in einem Interview mit dem DeutschlandRadio Berlin als „kurzsichtig“. Ihr sei nicht klar, wie fünf oder zehn Elite-Universitäten das gesamte Bildungssystem verbessern sollten, kommentierte sie entsprechende Vorschläge. „Die Idee, dass eine demokratische Bildung und Gesellschaft von einigen Eliten vorangetrieben werden kann und alle anderen trotten hinterher, halte ich für völlig falsch.“ Am 1. März 2008 erreichte sie ihr zentrales hochschulpolitisches Ziel, die Umwandlung der Europa-Universität Viadrina in Frankfurt/Oder in eine Stiftungsuniversität, der ersten im Land Brandenburg. Im Oktober 2008 folgte ihr Gunter Pleuger im Amt des Viadrina-Präsidenten nach.
Sie gründete mit Stephan Breidenbach, Alexander Blankenagel und anderen die Humboldt-Viadrina School of Governance und war mit Wirkung vom 15. Juni 2010 bis zum Ende der Hochschule im Jahr 2014 deren gewählte Präsidentin.
Mit dem Insolvenzantrag vom 1. Juni 2014 musste der Lehrbetrieb eingestellt werden. Die Studenten konnten an staatlichen Hochschulen ihr Studium fortsetzen.
Heute ist sie Präsidentin und Gesellschafterin des Nachfolgeprojekts Humboldt-Viadrina Governance Platform gGmbH.
Gesine Schwan ist Lehrkraft an der Akademie für Soziale Demokratie.

### Politische Laufbahn
Unter dem Eindruck der Ostpolitik von Willy Brandt Ende der 1960er Jahre trat Gesine Schwan 1972 in die SPD ein. Sie war an der Gründung des Seeheimer Kreises beteiligt, der in den 1970er Jahren unter anderem neomarxistischen Positionen in der SPD entgegentrat. Im Jahr 1977 wurde sie Mitglied der Grundwertekommission der SPD. Zu Beginn der 1980er Jahre trat die bekennende Katholikin und streitbare Antikommunistin für den NATO-Doppelbeschluss ein. Da sie die Art und Weise, wie die SPD mit kommunistischen Regimes umging, als „lax“ kritisierte, wurde sie 1984 öffentlichkeitswirksam aus der SPD-Grundwertekommission ausgeschlossen. Sie vertrat damals die Position, dass Willy Brandt nicht dem damaligen Trend entgegengetreten sei, den Gegensatz zwischen Demokratie und Diktatur als reine Theorie zu bagatellisieren. Im Jahr 1996 wurde sie wieder in das Gremium aufgenommen. Seit 2014 ist Schwan Vorsitzende der SPD-Grundwertekommission.

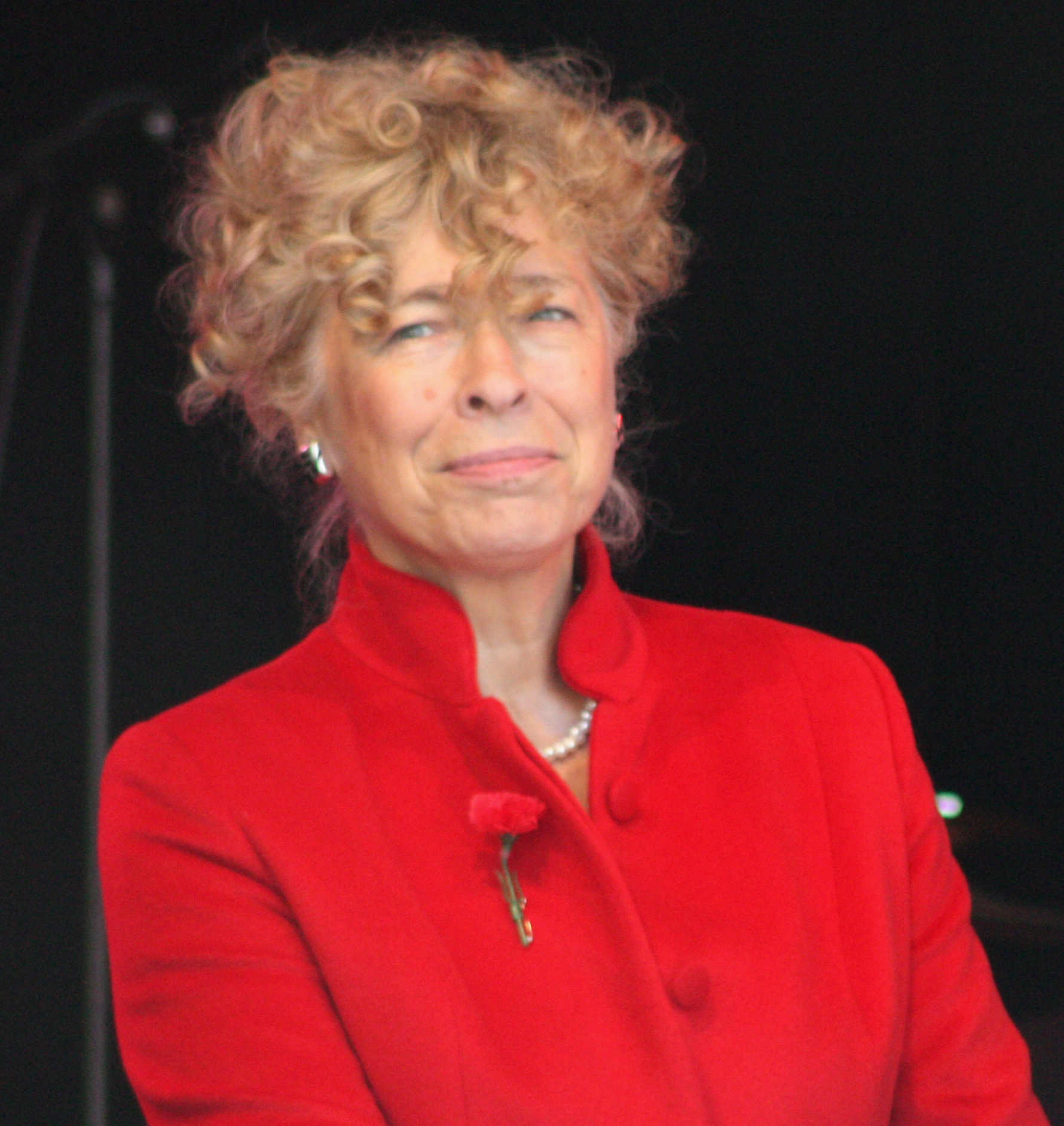
Gesine Schwan in Halle/Saale (2011)

Gesine Schwan war in den Jahren 2004 bis 2009 die Koordinatorin für die deutsch-polnische Zusammenarbeit der Bundesregierung. In dieser Funktion warb sie für ein tieferes Verständnis für Polen in der Bundesrepublik und engagierte sich für die grenznahe und zivilgesellschaftliche Zusammenarbeit mit Polen. Das Amt, das sie noch unter der Regierung Schröder angetreten hatte, behielt sie auch unter der Bundeskanzlerin der Großen Koalition, Angela Merkel. Im Streit um das Zentrum gegen Vertreibungen kritisierte sie die Vorsitzende des Bundes der Vertriebenen, die damalige CDU-Abgeordnete Erika Steinbach, scharf und warb für die Position der polnischen Regierung. Ihre Nachfolgerin in dem Amt wurde die Staatsministerin beim Bundesminister des Auswärtigen, Cornelia Pieper.
Im September 2010 war Schwan an der Gründung der Spinelli-Gruppe beteiligt, die sich für den europäischen Föderalismus einsetzt.
Im August 2019 gab sie ihre Kandidatur als SPD-Vorsitzende im Duo mit ihrem Parteikollegen Ralf Stegner bekannt. Unter sechs Kandidatenpaaren belegte das Duo mit 9,6 % der Stimmen im ersten Wahlgang den letzten Platz.

### Privates
Beim Studium in Freiburg im Breisgau lernte sie ihren akademischen Lehrer und Politikwissenschaftler Alexander Schwan kennen, den sie am 17. Juli 1969 heiratete. Mit ihm adoptierte sie zwei Kinder, teilweise publizierte sie gemeinsam mit ihm. Alexander Schwan war seit 1967 Mitglied der SPD, während seine Frau erst 1972 in die Partei eintrat. Er entwickelte sich jedoch durch seine Erfahrungen mit der Studentenbewegung immer weiter nach rechts. 1978 trat er aus der SPD aus und der CDU bei. In dieser Zeit war er führendes Mitglied der antikommunistisch orientierten „Notgemeinschaft für eine freie Universität“. Alexander Schwan starb 1989. Seit dem 3. September 2004 ist Gesine Schwan mit Peter Eigen verheiratet, dem Gründer der Anti-Korruptions-Organisation Transparency International.
Gesine Schwan bezeichnet sich als praktizierende Katholikin. Sie zählte zu den 125 Prominenten, die den v. Bodelschwinghschen Stiftungen Bethel im Jahr 2017 zum 150. Jubiläum gratulierten.

## Kandidaturen für das Amt der Bundespräsidentin
In den Jahren 2004 und 2009 kandidierte Schwan für das Amt der Bundespräsidentin, beide Male scheiterte sie im ersten Wahlgang gegen Horst Köhler. In einem Kandidaten-Duo mit Ralf Stegner bewarb sie sich bei der Wahl zum SPD-Vorsitz 2019, das Duo konnte die Wahl jedoch nicht für sich entscheiden.

### Kandidatur 2004
Am 4. März 2004 wurde Gesine Schwan gemeinsam von SPD und Bündnis 90/Die Grünen für das Amt der Bundespräsidentin vorgeschlagen. Sie trat damit am 23. Mai bei der Wahl zum Bundespräsidenten 2004 in der Bundesversammlung gegen Horst Köhler an, den Kandidaten von CDU/CSU und FDP. Es war das erste Mal, dass die beiden wichtigsten Kandidaten für das Amt des Bundespräsidenten nicht aus dem Kreis der „lang gedienten“ Politiker stammten. Eine Folge dieser Konstellation war, dass es zu einem kleinen Wahlkampf kam, den insbesondere Gesine Schwan nutzte, um für ihr politisches Programm zu werben.
Schwan unterlag erwartungsgemäß im ersten Wahlgang. Horst Köhler erhielt mit 604 auf ihn abgegebenen Stimmen eine Stimme mehr, als für die absolute Mehrheit erforderlich war. Schwan erhielt jedoch mit 589 Stimmen auch mindestens 10 Stimmen aus dem Lager von CDU/CSU und FDP.

### Kandidatur 2009
Angesichts der Spekulationen über eine zweite Amtszeit von Bundespräsident Horst Köhler wurde Gesine Schwan als erneute SPD-Kandidatin für die Bundespräsidentenwahl im Mai 2009 ins Gespräch gebracht. Am 26. Mai 2008 teilte die SPD mit, Gesine Schwan als Präsidentschaftskandidatin ins Rennen zu schicken. Bei der Wahl war Schwan auf Abweichler aus dem bürgerlichen Lager und die Stimmen der Grünen und der Linkspartei angewiesen. Dies wurde von vielen Beobachtern als Fingerzeig auf eine zukünftig verstärkte Zusammenarbeit mit der Linkspartei gewertet. Am 29. Mai 2008 schrieb Schwan in der SPD-Parteizeitung Vorwärts, die Wahl sei „kein Präjudiz für die Bundestagswahl oder für künftige Koalitionen. Die einzige Aufgabe der Bundesversammlung ist es, diejenige Person zu wählen, die unser Land am besten repräsentiert.“ Sie hoffe zwar auf Stimmen aus Reihen der Linken, gleichzeitig kritisierte sie die aus ihrer Sicht realitätsfernen Vorstellungen der Linken. In dieser Partei gebe es auch Mitglieder, die mit „demagogischem Populismus“ Stimmen zu gewinnen versuchen. „Aber wie vor vier Jahren werde ich mit Vertretern dieser Partei sprechen, weil ich gegen Kommunikationstabus bin. Wer mich wählt, hat sich für konstruktive demokratische Politik entschieden. Ich möchte möglichst viele Mitglieder und Abgeordnete der ‚Linken‘ für die Demokratie gewinnen.“
Kurz vor der Wahl äußerte sich Schwan zur Bewertung der DDR. Sie lehnte es ab, die DDR als „Unrechtsstaat“ zu bezeichnen, da der Begriff zu diffus sei: „Er impliziert, dass alles unrecht war, was in diesem Staat geschehen ist. So weit würde ich im Hinblick auf die DDR nicht gehen.“ Die DDR sei aber auch kein Rechtsstaat gewesen, sondern ein Staat, „in dem Willkür und Unsicherheit begünstigt wurden“.
Ihre zweite Kandidatur scheiterte am 23. Mai 2009 mit einem Anteil von 503 Stimmen erneut. Damit erhielt sie elf Stimmen weniger, als SPD und Grüne, die sich für Schwan aussprachen, zusammen an Wahlleuten hatten.

## Kritik
Kritiker warfen ihr vor, im Jahr 2007 in Geschäftsanbahnung mit der Firma Ratiopharm nicht sauber zwischen Spendenwerbung und angebotenen Dienstleistungen unterschieden zu haben. Aus der Wissenschaft wurde sie dagegen verteidigt. Schwan selbst wies die Vorwürfe zurück.
Im April 2009 warnte Schwan in einem Gespräch mit der Frankfurter Rundschau vor sozialer Wut als Folge der anhaltenden Wirtschaftskrise. Würde der Eindruck entstehen, dass die Verursacher der Krise keinen angemessenen Beitrag zu ihrer Behebung leisten müssten, „könnte sich ein massives Gefühl der Ungerechtigkeit breit machen“, so Schwan. An anderer Stelle erklärte sie: „Ich kann mir vorstellen, dass in zwei bis drei Monaten die Wut der Menschen deutlich wachsen könnte.“ In einigen Monaten würden zudem „abfedernde Maßnahmen“ wie das Kurzarbeitergeld auslaufen. Wenn sich bis dahin kein Hoffnungsschimmer auftue, dass sich die Lage verbessert, könne „die Stimmung explosiv werden“. Diese Äußerungen wurden unverzüglich heftig kritisiert, selbst Parteifreunde Schwans gingen auf Distanz. So warnten der bayerische Ministerpräsident Horst Seehofer (CSU) und der Hauptgeschäftsführer des Deutschen Städte- und Gemeindebundes Gerd Landsberg davor, Ängste vor sozialen Unruhen zu schüren und diese damit herbeizureden. Auch der Bundesaußenminister und Kanzlerkandidat Frank-Walter Steinmeier sowie Bundesarbeitsminister Olaf Scholz (beide SPD) verwiesen auf die funktionierende soziale Absicherung in Deutschland und die erwiesene Handlungsfähigkeit bei der Krisenbewältigung.
Die Kritik an Schwans Moderation des Jour fixe des Kulturforums der Grundwertekommission vom 18. Februar 2021, bei dem die Leiterin des FAZ-Feuilletons Sandra Kegel zu Gast war, führte zu einer Kontroverse in der SPD-Spitze. Bei dem Jour fixe ging es auch um einen Kommentar Kegels zu #ActOut, einer Veröffentlichung queerer Filmschaffender im Magazin der Süddeutschen Zeitung vom 5. Februar 2021, die Kegel in ihrem Kommentar als „Kalkül“ bezeichnet hatte. Schwans Moderation wurde für das Misgendern des nichtbinären Gasts Heinrich Horwitz und einen Witz kritisiert, der als lesbophob aufgefasst wurde.

## Mitgliedschaften und weitere Funktionen

### Arbeit in Kuratorien und anderen Gremien
Schwan ist in folgenden Gremien tätig:
- Seit 1994: Mitglied des Kuratoriums der Theodor-Heuss-Stiftung
- Seit 2001: Vorsitzende des Wissenschaftlichen Beirats des Centre Marc Bloch in Berlin
- Seit 2005: Mitglied im Senat der Max-Planck-Gesellschaft
- Seit 2006: Mitglied des wissenschaftlichen Beirats des CIERA (Centre interdisciplinaire d’études et de recherche sur l’Allemagne)
- Seit 2006: Mitglied der Académie de Berlin
- Seit 2006: Mitglied des Kuratoriums der Haniel Stiftung
- Seit 2007: Mitglied des Kuratoriums des Stein-Preises der Alfred Toepfer Stiftung
- Seit 2008: Mitglied des Kuratoriums des Wissenschaftszentrums Berlin
- Seit 2016: Mitglied des Kuratoriums der Deutsche Tinnitus-Stiftung Charité
- Mitglied im Kuratorium der Hilfsorganisation CARE Deutschland.[47]
- 2018: Gründungsmitglied der Bürgerbewegung Finanzwende[48]
- Gesine Schwan war[49] Mitglied des Kuratoriums der Deutsch-Polnischen Wissenschaftsstiftung, deren Gründung sie maßgeblich vorangetrieben hatte.[3]

### Schirmherrschaften
- Seit April 2005 Schirmherrin der GFPS – Gemeinschaft für studentischen Austausch in Mittel- und Osteuropa.[50] Der ehrenamtlich arbeitende Verein fördert den Austausch von Studierenden aus Polen, Tschechien, Belarus und Deutschland.
- Seit Dezember 2009 Schirmherrschaft der Bildungsinitiative Rock Your Life, zusammen mit Cem Özdemir.[51]
- Seit September 2011 Schirmherrin des Youth Bank Deutschland e. V.[52] Youth Banks unterstützen andere Jugendliche bei der Umsetzung von Projektideen mit Know-how, Infrastruktur, Motivation und Geld. Die „Banker“ sind zwischen 15 und 25 Jahre alt und arbeiten ehrenamtlich.
- Seit Oktober 2012 Schirmherrin der Stiftung Bildung.[53] Die Stiftung setzt sich für bessere Bildungsbedingungen von Kindern und Jugendlichen und die Stärkung des zivilgesellschaftlichen Engagements im Bildungsbereich ein.
- Seit 2013 Schirmherrin des Katharina-von-Bora-Preises der Stadt Torgau.[54] Der Preis wird in Erinnerung an Katharina von Bora für herausragendes weibliches Engagement in einem gemeinnützigen Projekt vergeben, das Preisgeld wird in Form einer Projektförderung ausgereicht.

Ehemalige Schirmherrschaften
- Schirmherrin der Globalen Bildungskampagne in Deutschland (seit November 2004)[55]
- Schirmherrin des deutsch-polnischen Begegnungs- und Dokumentarfilmprojekts „Stereo Cultura“ (seit August 2007)[56]

## Auszeichnungen
- 1993: Verdienstkreuz 1. Klasse des Verdienstordens der Bundesrepublik Deutschland
- 1999: Urania-Medaille für ihre Verdienste um die Volks- und Erwachsenenbildung
- 2002: Großes Verdienstkreuz des Verdienstordens der Bundesrepublik Deutschland
- 2004: Marion Dönhoff Preis für ihren Beitrag zur Völkerverständigung
- 2005: Preis Frauen Europas – Deutschlands
- 2006: Schader-Preis für ihren Beitrag zur Völkerverständigung und Ost-West-Versöhnung sowie ihr Engagement als Präsidentin der Europa-Universität Viadrina
- 2006: Sankt-Stanislaus-Orden für ihre Verdienste um Polen
- 2006: Ehrendoktorin des europäischen Universitätsinstitutes Florenz
- 2008: Heckerhut-Verleihung für ihre Aussöhnung mit den Menschen Polens.[57]
- 2010: Goldene Ehrennadel der Stiftung Frauenbrücke-Preis für die innere Einheit in Deutschland[58]
- 2010: zusammen mit Dorota Simonides Hedwig-Preis der Universität und der Stadt Breslau für ihre Verdienste um die deutsch-polnische Verständigung[58]
- 2011: Winfried-Preis der Stadt Fulda[59]
- 2011: Internationaler Brückepreis der Stadt Görlitz
- 2012: Großoffizier der französischen Ehrenlegion[60]
- 2012: polnische Ehrenmedaille „Bene Merito“ für Promotion Polens auf internationaler Ebene
- 2013: Erich-Fromm-Preis[61]
- 2013: Verleihung der Frank-Loeb Gastprofessur des Frank-Loeb-Instituts der Universität Koblenz-Landau
- 2015: Verdienstorden des Landes Brandenburg

## Schriften (Auswahl)
- Leszek Kolakowski. Eine politische Philosophie der Freiheit nach Marx (Diss. 1970). Kohlhammer, Stuttgart u. a. 1971
- Die Gesellschaftskritik von Karl Marx. Philosophische und politökonomische Voraussetzungen (Habil.). Kohlhammer, Stuttgart u. a. 1974
- (Gemeinsam mit Alexander Schwan) Sozialdemokratie und Marxismus. Zum Spannungsverhältnis von Godesberger Programm und marxistischer Theorie. Hoffmann & Campe, Hamburg 1974
- (Hrsg.) Demokratischer Sozialismus für Industriegesellschaften. Europäische Verlagsanstalt, Köln u. a. 1979
- Sozialismus in der Demokratie? Theorie einer konsequent sozialdemokratischen Politik. Kohlhammer, Stuttgart u. a. 1982
- (Hrsg.) Internationale Politik und der Wandel von Regimen. Heymann, Köln u. a. 1987
- (Hrsg.) Bedingungen und Probleme politischer Stabilität. Nomos, Baden-Baden 1988
- Wissenschaft und Politik in öffentlicher Verantwortung – Problemdiagnosen in einer Zeit des Umbruchs. Zum Gedenken an Richard Löwenthal. Baden-Baden Nomos, 1995
- Politik und Schuld. Die zerstörerische Macht des Schweigens. Fischer, Frankfurt am Main 1997
- Antikommunismus und Antiamerikanismus in Deutschland. Kontinuität und Wandel nach 1945, Nomos, Baden-Baden 1999
- (Hrsg.) Demokratische politische Identität. Deutschland, Polen und Frankreich im Vergleich. Verlag für Sozialwissenschaft, Wiesbaden / Stuttgart 2006, ISBN 978-3-531-14555-6
- Vertrauen und Politik: politische Theorie im Zeitalter der Globalisierung. Stiftung Bundespräsident-Theodor-Heuss-Haus, Stuttgart 2006[62]
- mit Susanne Gaschke: Allein ist nicht genug. Für eine neue Kultur der Gemeinsamkeit. Herder, Freiburg im Breisgau / Basel / Wien 2007, ISBN 978-3-451-29477-8.
- mit Michael Albus: Ich bin ein leidenschaftlicher Mensch: Vom Mut, Grenzen zu überschreiten. Claudius, München 2015, ISBN 978-3-532-62477-7.
- Umkehren, Genossen! (Gastbeitrag, zeit.de vom 6. Februar 2017)

## Hörbuch
- Vertrauen. Für eine Philosophie der Politik. Konzeption und Regie: Klaus Sander. Erzählerin: Gesine Schwan. supposé, Köln 2006, ISBN 978-3-932513-73-2.

## Film
- Die Brückenbauerin. Dokumentation, 30 Min., Buch und Regie: Annette Wagner, Produktion: SWR, Erstsendung: 6. März 2007.[63]